# Nampont
Nampont település Franciaországban, Somme megyében. Lakosainak száma 265 fő (2022. január 1.). Nampont Maintenay, Nempont-Saint-Firmin, Roussent, Tigny-Noyelle, Argoules, Villers-sur-Authie és Vron községekkel határos.

## Népesség
A település népességének változása:
| Lakosok száma | 237  | 247  | 255  | 248  | 252  | 250  | 255  | 260  | 265  |
|               | 2013 | 2015 | 2016 | 2017 | 2018 | 2019 | 2020 | 2021 | 2022 |